# Anti-art
Anti-art là một thuật ngữ sử dụng để tỏ thái độ từ chối các định nghĩa trước đây về nghệ thuật và câu hỏi về nghệ thuật nói chung. Một điều nghịch lý là, phản nghệ thuật có xu hướng đặt câu hỏi từ chối những quan điểm có lợi của nghệ thuật. Thuật ngữ này gắn liền với phong trào Dada và thường được chấp nhận là do Marcel Duchamp trước Thế chiến I vào khoảng năm 1914, khi ông bắt đầu sử dụng các vật thể được tìm thấy như nghệ thuật. Thuật ngữ này được sử dụng sau đó bởi các nghệ sĩ Khái niệm của những năm 1960 để mô tả công việc của những người tuyên bố đã nghỉ hưu khỏi nghệ thuật thực tiễn, từ việc sản xuất các tác phẩm có thể được bán.
Một biểu hiện chống nghệ thuật có thể hoặc không thể ở dạng truyền thống hoặc đáp ứng các tiêu chí để được xác định là một tác phẩm nghệ thuật theo tiêu chuẩn thông thường. Thật vậy, các tác phẩm chống nghệ thuật có thể thể hiện sự bác bỏ hoàn toàn việc có các tiêu chí được xác định theo quy ước như một phương tiện để xác định nghệ thuật là gì, và ngược lại. Các tác phẩm chống nghệ thuật cũng có thể từ chối hoàn toàn các tiêu chuẩn nghệ thuật thông thường, hoặc chỉ tập trung phê bình vào các khía cạnh nhất định của nghệ thuật, như thị trường nghệ thuật và nghệ thuật cao. Ngoài ra, một số hình thức chống nghệ thuật hoàn toàn từ chối nghệ thuật hoặc từ chối ý tưởng rằng nghệ thuật là một lĩnh vực hoặc chuyên môn riêng biệt. Các tác phẩm nghệ thuật cũng có thể từ chối nghệ thuật dựa trên việc xem xét nghệ thuật là áp bức một bộ phận dân chúng. Anti-artworks may also reject art based upon a consideration of art as being oppressive of a segment of the population.
Các tác phẩm nghệ thuật chống nghệ thuật có thể nói lên sự bất đồng với quan niệm thường được cho là có sự tách biệt giữa nghệ thuật và cuộc sống. Thật vậy, các tác phẩm nghệ thuật chống nghệ thuật có thể đặt ra một câu hỏi là liệu "nghệ thuật" có thực sự tồn tại hay không. "Chống nghệ thuật" đã được gọi là "chủ nghĩa thần kinh nghịch lý", trong đó sự đối lập rõ ràng của nó đối với nghệ thuật đã được quan sát đồng tình với các yếu tố của nghệ thuật thế kỷ XX hoặc "nghệ thuật hiện đại", đặc biệt là các phong trào nghệ thuật đã tự giác tìm cách vượt qua các truyền thống hay một lĩnh vực cụ thể. Tuy nhiên, chống nghệ thuật không phải là một phong trào nghệ thuật riêng biệt. Điều này sẽ có xu hướng được biểu thị theo thời gian-nó kéo dài hơn thời gian bởi các phong trào nghệ thuật. Một số phong trào nghệ thuật mặc dù, được dán nhãn "phản nghệ thuật" Phong trào Dada thường được coi là phong trào chống nghệ thuật đầu tiên; Thuật ngữ chống nghệ thuật được cho là do Dadaist Marcel Duchamp đặt ra vào khoảng năm 1914, và các bài đọc của ông đã được trích dẫn là những ví dụ ban đầu của các phong trào phản nghệ thuật. Theodor W. Adorno trong Lý thuyết thẩm mỹ (1970) tuyên bố rằng "... ngay cả việc bãi bỏ nghệ thuật cũng tôn trọng nghệ thuật bởi vì nó coi trọng sự thật của nghệ thuật".

Chống nghệ thuật thường được giới nghệ thuật chấp nhận là nghệ thuật, mặc dù một số người vẫn từ chối các tác phẩm nghệ thuật của Duchamp là nghệ thuật, ví dụ như nhóm nghệ sĩ Stuckist, được biết đến là " phản phản nghệ thuật ".</ref>

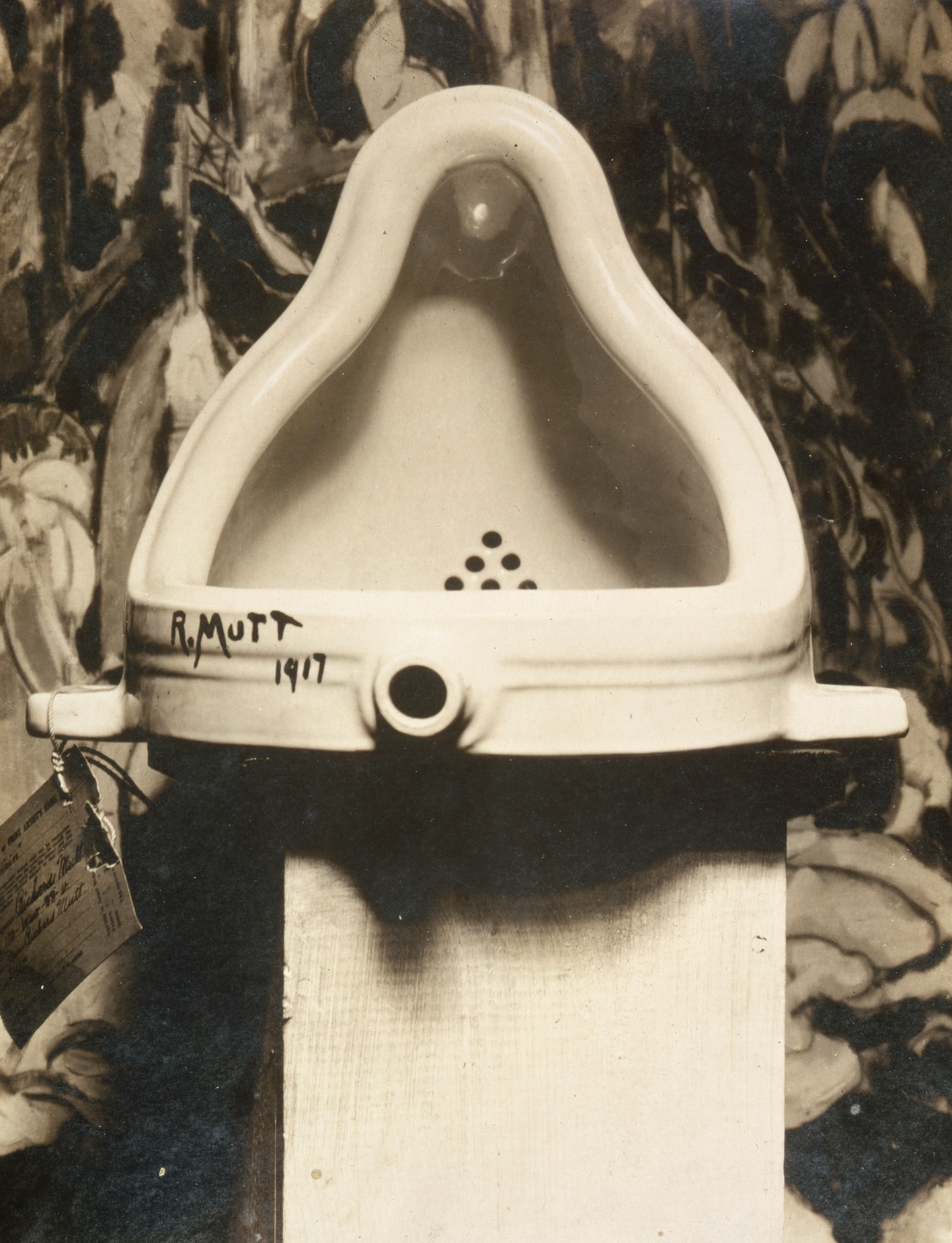
Marcel Duchamp, Đài phun nước, 1917. Ảnh của Alfred Stieglitz

## Biểu mẫu
Chống nghệ thuật có thể có hình thức nghệ thuật hoặc là không. Người ta đặt ra rằng phản nghệ thuật thậm chí không cần phải là hình thức nghệ thuật, để thể hiện chức năng của nó là phản nghệ thuật. Điểm này vẫn còn là tranh cãi. Một số hình thức chống nghệ thuật là nghệ thuật cố gắng tiết lộ giới hạn thông thường của nghệ thuật bằng cách mở rộng các thuộc tính của nó.
Một số trường hợp chống nghệ thuật gợi ý về việc giảm bớt những gì dường như là yếu tố cơ bản hoặc xây dựng khối nghệ thuật. Ví dụ về loại hiện tượng này có thể bao gồm các bức tranh đơn sắc, khung trống, nghệ thuật may rủi. Anti-art cũng thường được sử dụng để sử dụng các vật liệu và kỹ thuật có tính sáng tạo cao, và vượt ra ngoài để bao gồm cả các yếu tố chưa từng thấy trong nghệ thuật thị giác. Những loại hình chống nghệ thuật này có thể là các bài đọc, nghệ thuật tìm đồ vật, nghệ thuật kết hợp, nghệ thuật chiếm đoạt (hội họa), tranh kết hợp, nghệ thuật trình diễn và nghệ thuật cơ thể.

## Lý thuyết
Chống nghệ thuật cũng là một xu hướng trong sự hiểu biết lý thuyết về nghệ thuật và mỹ thuật.
Nhà triết học Roger Taylor đưa ra rằng nghệ thuật là một hệ tư tưởng tư sản có nguồn gốc từ chủ nghĩa tư bản trong cuốn "Nghệ thuật, một kẻ thù của nhân dân". Giữ một lập trường chống chủ nghĩa mạnh mẽ, ông cũng nói rằng nghệ thuật không phải luôn luôn tồn tại và không phải là phổ quát mà là đặc thù đối với châu Âu.

## Lịch sử

### Trước thế chiến thứ nhất
Jean-Jacques Rousseau đã phản đối sự tách biệt giữa người biểu diễn và khán giả, cuộc sống và nhà hát. Karl Marx cho rằng nghệ thuật là hệ quả của hệ thống giai cấp và do đó kết luận rằng, trong một xã hội cộng sản, sẽ chỉ có những người tham gia vào việc làm nghệ thuật và không có "nghệ sĩ".

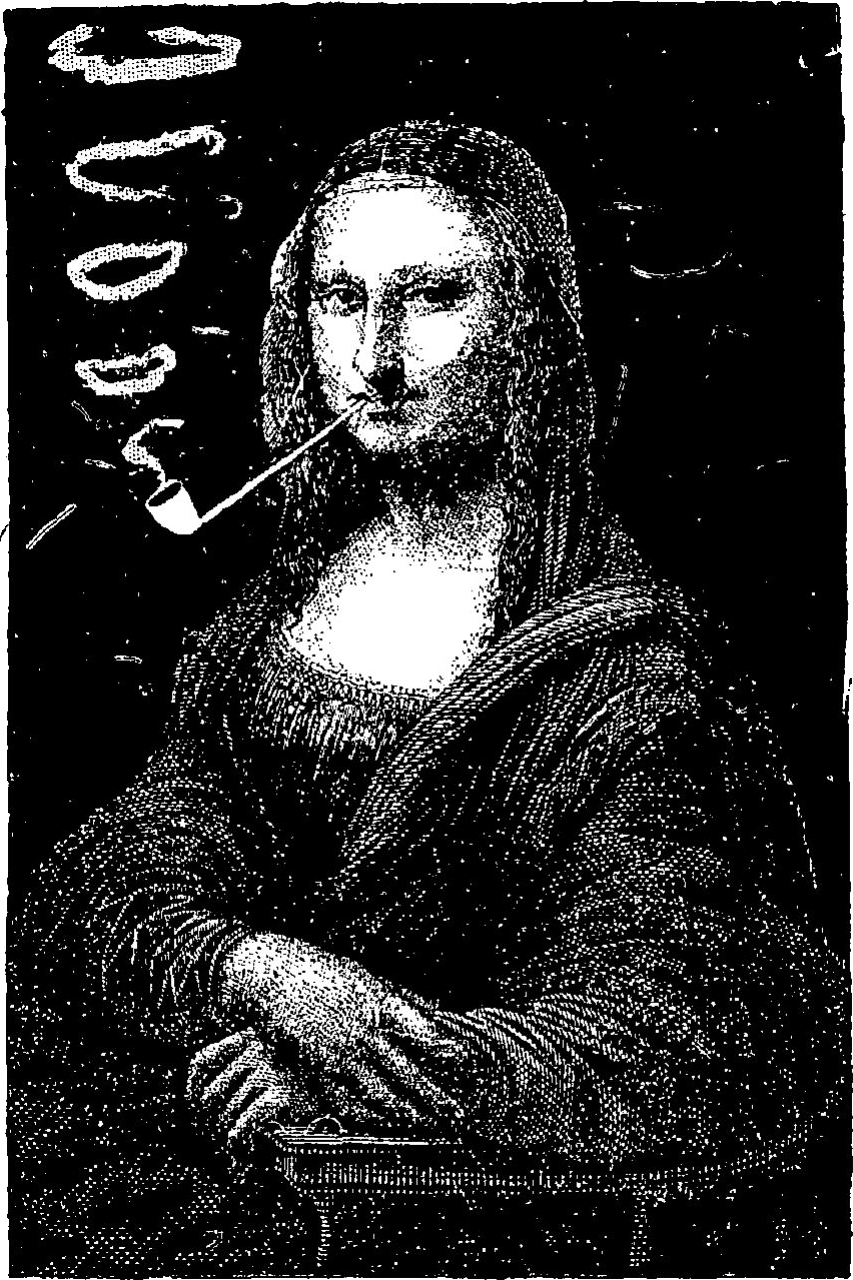
Hình miinh họa của Le rire (1887). Lần đầu tiên được trưng bày năm 1883 tại một triển lãm "Incohérents" của Arthur Sapeck (Eugène Bataille).

Có thể cho rằng phong trào đầu tiên cố tình tự đặt mình vào thế đối lập với nghệ thuật là Incoherents vào cuối thế kỷ 19 tại Paris.Được thành lập bởi Jules Lévy vào năm 1882, Incoherents đã tổ chức các triển lãm nghệ thuật từ thiện nhằm mục đích châm biếm và hài hước, họ đã trình bày "... những bức vẽ của những người không thể vẽ...". Trong khoảng thời gian ngắn ngủi - chương trình Incoherent cuối cùng diễn ra vào năm 1896 - phong trào này nổi tiếng vì giá trị giải trí của nó. Trong cam kết châm biếm, không tôn trọng và chế giễu, họ đã tạo ra một số tác phẩm thể hiện sự tương đồng chính thức đáng chú ý với các tác phẩm tiên phong của thế kỷ 20: đơn sắc, tranh trống, ready-made,...

### Dadavà kiến tạo
Bắt đầu ở Thụy Sĩ, trong Thế chiến I, phần lớn Dada và một số khía cạnh của các phong trào nghệ thuật mà nó truyền cảm hứng, như Neo-Dada, Nouveau réalisme và Fluxus, được coi là phản nghệ thuật. Tường phái Dada phản đối sự phù hợp về văn hóa và trí tuệ trong nghệ thuật và rộng hơn trong xã hội. Đối với tất cả mọi thứ mà nghệ thuật đại diện, Dada là điều ngược lại.
Khi nghệ thuật liên quan đến thẩm mỹ truyền thống, Dada hoàn toàn bỏ qua thẩm mỹ. Nếu nghệ thuật là để thu hút sự nhạy cảm, Dada lại có ý định xúc phạm. Thông qua sự từ chối của họ về văn hóa và thẩm mỹ truyền thống, Những người Dada hy vọng sẽ phá hủy văn hóa và thẩm mỹ truyền thống. Bởi vì họ chính trị hóa nhiều hơn, những người nghệ sĩ Dada ở Berlin là những người chống nghệ thuật triệt để nhất trong Dada.
Bắt nguồn từ Nga vào năm 1919, chủ nghĩa kiến tạo đã từ chối toàn bộ nghệ thuật và như một hoạt động cụ thể tạo ra tính thẩm mỹ phổ quát. Ủng hộ các thực hành hướng đến mục đích xã hội, "hữu ích" cho cuộc sống hàng ngày, như thiết kế đồ họa, quảng cáo và nhiếp ảnh. Năm 1921, trưng bày tại triển lãm 5x5 = 25, Alexander Rodchenko đã tạo ra các đơn sắc và bản thân tuyên bố sự kết thúc của các bức tranh. Đối với các nghệ sĩ của Cách mạng Nga, hành động cực đoan của Rodigan chứa đầy những khả năng không tưởng. Nó đánh dấu sự kết thúc của nghệ thuật cùng với sự kết thúc của các quy tắc và tập quán tư sản. Nó dọn đường cho sự khởi đầu của một cuộc sống mới của Nga, một phương thức sản xuất mới, một nền văn hóa mới.

### Chủ nghĩa siêu thực
Bắt đầu từ đầu những năm 1920, nhiều nghệ sĩ và nhà văn siêu thực coi tác phẩm của họ là một biểu hiện của phong trào triết học trước hết và quan trọng nhất, xem tác phẩm là như những hiện vật. Chủ nghĩa siêu thực như một lực lượng chính trị phát triển không đồng đều trên khắp thế giới, ở một số nơi nhấn mạnh hơn vào thực tiễn nghệ thuật, trong khi ở những nơi khác, thực tiễn chính trị vượt trội hơn. Về mặt chính trị, chủ nghĩa siêu thực là cực tả, cộng sản hoặc vô chính phủ. Sự tách biệt từ Dada đã đánh dấu được đặc trưng như là một sự chia rẽ giữa những người vô chính phủ và những người cộng sản, với những người theo chủ nghĩa siêu thực là cộng sản. Năm 1925, Cục nghiên cứu siêu thực tuyên bố mối quan hệ của họ đối với chính trị cách mạng. Vào những năm 1930, nhiều nhà siêu thực đã mạnh mẽ đồng hóa mình với chủ nghĩa cộng sản. Breton và các đồng chí của ông đã ủng hộ Leon Trotsky và phe đối lập cánh tả quốc tế của ông trong một thời gian, mặc dù có một sự cởi mở đối với chủ nghĩa vô chính phủ thể hiện đầy đủ hơn sau Thế chiến II.
Nhà lãnh đạo André Breton đã rõ ràng khi khẳng định rằng chủ nghĩa Siêu thực là trên hết một phong trào cách mạng. Breton tin rằng các nguyên lý của chủ nghĩa siêu thực có thể được áp dụng trong bất kỳ hoàn cảnh nào của cuộc sống, và không chỉ giới hạn trong lĩnh vực nghệ thuật.

### Neo-Dada và sau đó
Tương tự như Dada, vào những năm 1960, Fluxus bao gồm một trào lưu chống chủ nghĩa thương mại mạnh mẽ và sự nhạy cảm nghệ thuật, chê bai thế giới nghệ thuật định hướng thị trường thông thường theo hướng thực hành sáng tạo tập trung vào nghệ sĩ. Các nghệ sĩ Fluxus đã sử dụng những màn trình diễn tối thiểu của họ để làm mờ đi sự khác biệt giữa cuộc sống và nghệ thuật. Các nghệ sĩ Fluxus đã tối thiểu hóa những màn trình diễn của họ để làm mờ đi sự khác biệt giữa cuộc sống và nghệ thuật.
Năm 1963, George Maciunas chủ trương cách mạng, "nghệ thuật sống, phản nghệ thuật" và "hiện thực phi nghệ thuật được mọi dân tộc nắm bắt". Maciunas cố gắng duy trì các mục tiêu đã nêu của mình để thể hiện quan điểm không chuyên nghiệp của nghệ sĩ và rằng 'bất cứ điều gì cũng có thể là nghệ thuật và bất cứ ai cũng có thể làm điều đó'.
Vào những năm 1960, nhóm nghệ thuật chịu ảnh hưởng của Dada-mặt nạ đen đã tuyên bố rằng nghệ thuật cách mạng phải là "một phần không thể thiếu của cuộc sống, như trong xã hội nguyên thủy, và không phải là một phần của sự giàu có". Nhóm mặt nạ đen làm gián đoạn các sự kiện văn hóa ở New York bằng cách phát tờ rơi các sự kiện nghệ thuật cho người vô gia cư và với sự hấp dẫn của đồ uống miễn phí.
BBC đã phát sóng một cuộc phỏng vấn với Duchamp được thực hiện bởi Joan Bakewell vào năm 1966, trong đó thể hiện một số ý tưởng chống nghệ thuật rõ ràng hơn của Duchamp. Duchamp đã so sánh nghệ thuật với tôn giáo, theo đó, ông tuyên bố rằng ông muốn loại bỏ nghệ thuật giống như cách mà nhiều người đã làm với tôn giáo.